# ناحیه بنی عباس
ناحیه بنی عباس (به عربی: دائرة بنی عباس) یک ناحیه در الجزایر است که در استان بشار واقع شده‌است.

## خصوصیات
ناحیه بنی عباس ۱۳٬۱۷۰ کیلومترمربع مساحت و ۱۲٬۱۳۴ نفر جمعیت دارد.